# 再会 (LiSA×Uruの曲)
「再会 (produced by Ayase)」（さいかい プロデュースド バイ アヤセ）は、日本の歌手LiSAとUruのコラボ楽曲。2020年11月16日に、各種音楽配信サービスにてリリースされた。同曲は、ソニー ヘッドホン「1000Xシリーズ」のCMソングに起用されている。

## 概要
本作は、アーティストが一発取りでパフォーマンスを行うYouTubeチャンネル「THE FIRST TAKE」とのコラボ曲であり、ソニー・ミュージックエンタテインメント内に新たに新設された音楽レーベル「THE FIRST TAKE MUSIC」の第1弾作品となった。YOASOBIのコンポーザーであり、ボーカロイドプロデューサーのAyaseがプロデューサーを務めた。
配信リリースから3年後の2023年2月1日にUruの3rdアルバム「コントラスト」初回限定版[カバー版]にて、本作のセルフカバーされた。

## チャート成績
本楽曲は、2020年11月30日付（集計期間：2020年11月16日～11月22日）のBillboard JAPANダウンロード・ソング・チャート「Download Songs」で初登場2位（34,299DL）を獲得。ラジオでも首位を記録し、総合チャート「HOT 100」には10位に初登場した。リリース4週目の12月21日付（集計期間：2020年12月7日～12月13日）の「Download Songs」では、楽曲が起用されたCMの放送が始まったことにより前週6位から大きく順位がアップして2位（20,712DL）に浮上。ストリーミングでも最高位となる18位を記録している。

### 認定と売上
|                                | 認定（RIAJ） | 売上/再生回数      |
| ------------------------------ | ------------ | ------------------ |
| ダウンロード                   | ゴールド     | 199,000 DL         |
| ストリーミング                 | ゴールド     | 50,000,000* 回再生 |
| *認定のみに基づく売上/再生回数 |              |                    |